# 徐一杰
徐一杰（16世紀—16世紀），字汝興，號步南，浙江衢州府西安縣人，明朝政治人物。

## 生平
徐一杰為人敦厚，隆慶四年（1570年）舉庚午科浙江鄉試，授睢州知州，在當地修繕文廟、興建社倉，荒年捐俸賑濟，得人民擁戴；調任亳州，招集地方流民、褒獎所在善人，改正多收稅款和羨耗，舒緩民困，致仕後教育士子，撫養從子如己子，晚年目暗復明，能預知臨終時日，卒年八十五歲。

## 家族
兒子徐日炅，是天啟二年進士。

## 引用
1. 1 2  嘉慶《西安縣志·卷三十一·循吏》：徐一杰 舊志（云）字汝興，號步南，隆慶庚午舉人，為人敦行修德，知睢州繕文廟、建社倉，歲飢捐俸倡賑，民戴其德；旋知亳州，招集流移、宏獎善類，几浮征羨耗悉釐正之，民困以舒，晚年目暗復明，壽躋八十有五。
2. ↑  光緒《衢州府志·卷三十三》：徐一杰，字汝興，號步南，西安人，隆慶庚午舉人，為人敦行修德，厯知睢亳二州，繕文廟、建社倉、剏社學、釐地糧、招流移、墾荒田、穫種植、獎節孝、飭鄉約、督工課、訓武流、平糶糴、設鬻糜、瘞餓殍、藥疾疫，百姓賴之。晚年訓子課讀，撫從子如己子，壽八十有五，目暗復明，臨終預知時日，人以為抱道養靜之驗云，子日曦。 葉秉敬府志